# Lassad Nouioui
Lassad Nouioui (Marseille, 1986. március 8. –) tunéziai válogatott labdarúgó.

## Nemzeti válogatott
A tunéziai válogatottban 2 mérkőzést játszott.

## Statisztika
| Tunéziai válogatott | Tunéziai válogatott | Tunéziai válogatott |
| Időszak             | Mérk.               | gól                 |
| ------------------- | ------------------- | ------------------- |
| 2009                | 2                   | 0                   |
| Összesen            | 2                   | 0                   |